# Hauran

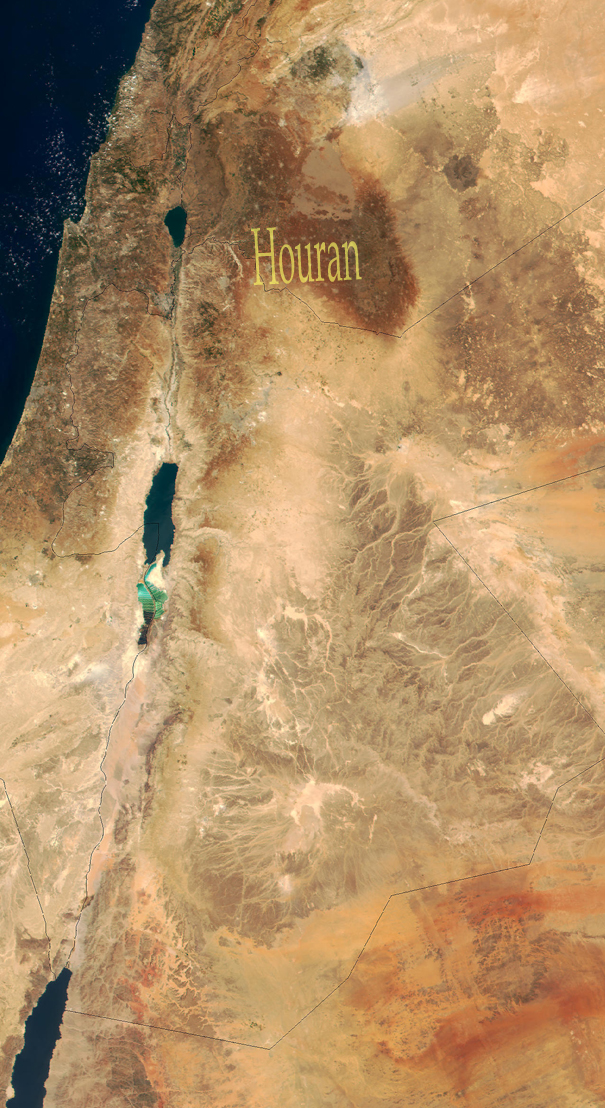
Haurans läge i Syrien

Hauran är ett område i sydvästra Syrien mellan berget Hermon och Jabal al-Druze i provinserna Quneitra, as-Suwayda och Dara. Den bördiga högslätten i Hauran är av vulkaniskt ursprung. I öster ligger bergskedjan Hauran, drusernas berg, vars högsta toppar når omkring 1800 meters höjd.
Hauran var en del av romarrikets provins Syria med namnet Auranitis och området omnämns även i Bibeln (Hesekiel 47:16, 18). Den välbevarade antika ruinstaden Bosra ligger i södra Hauran 140 km från Damaskus.